# جزیره اوش
جزیره اوش (انگلیسی: Ush Island) یک جزیره در استان ساخالین کشور روسیه است.